# Timms Hill
Timms Hill est le point culminant de l'État du Wisconsin, avec une altitude de 595 mètres.
Timms Hill se trouve au centre nord du Wisconsin, dans le Timms Hill County Park, sur le territoire de la ville de Hill, dans le comté de Price. Timms Hill est surmontée d'une haute tour offrant un panorama des environs. Timms Hill est à mi-chemin entre Ogema et Spirit et à 37 km à l'ouest de Tomahawk.
Tandis que Timms Hill est le point culminant de l'État, Rib Mountain a la plus grande élévation par rapport aux plaines environnantes.